# Nebuloasă de emisie

Nebuloasa din Orion, o nebuloasă de emisie.

O Nebuloasă de emisie este acel tip de nebuloasă care emite radiații în diferite spectre. Spectrele acestor nebuloase conțin linii de H, He, He+, O++ și liniile verzi care au λ 4958,91 până la 5006,84, linii atribuite în trecut elementului chimic nebuliu (element inexistent).

## Nebuloase de emisie cunoscute
- Nebuloasa din Orion
- Nebuloasa Nord-Americană
- Nebuloasa Pelican